# Лаймен
Лаймен (англ. Lyman) — місто (англ. town) в США, в окрузі Юїнта штату Вайомінг. Населення — 2135 осіб (2020).

## Географія
Лаймен розташований за координатами 41°19′36″ пн. ш. 110°17′56″ зх. д. / 41.32667° пн. ш. 110.29889° зх. д. (41.326777, -110.298809).  За даними Бюро перепису населення США в 2010 році місто мало площу 4,43 км², уся площа — суходіл. В 2017 році площа становила 4,03 км², уся площа — суходіл.

## Демографія
Згідно з переписом 2010 року, у місті мешкало 2115 осіб у 744 домогосподарствах у складі 566 родин. Густота населення становила 477 осіб/км².  Було 802 помешкання (181/км²).
Расовий склад населення:
| - 97,3 % — білих - 0,6 % — корінних американців - 0,1 % — вихідців з тихоокеанських островів - 0,1 % — чорних або афроамериканців - 0,1 % — азіатів |

До двох чи більше рас належало 1,0 %. Частка іспаномовних становила 3,8 % від усіх жителів.
За віковим діапазоном населення розподілялося таким чином: 32,9 % — особи молодші 18 років, 58,6 % — особи у віці 18—64 років, 8,5 % — особи у віці 65 років та старші. Медіана віку мешканця становила 32,6 року. На 100 осіб жіночої статі у місті припадало 101,4 чоловіків;  на 100 жінок у віці від 18 років та старших — 100,8 чоловіків також старших 18 років.
Середній дохід на одне домашнє господарство  становив 71 227 доларів США (медіана — 67 813), а середній дохід на одну сім'ю — 79 941 долар (медіана — 79 485). Медіана доходів становила 62 148 доларів для чоловіків та 33 150 доларів для жінок. За межею бідності перебувало 14,0 % осіб, у тому числі 15,5 % дітей у віці до 18 років та 6,0 % осіб у віці 65 років та старших.
Цивільне працевлаштоване населення становило 1013 особи. Основні галузі зайнятості: сільське господарство, лісництво, риболовля — 20,3 %, освіта, охорона здоров'я та соціальна допомога — 19,2 %, науковці, спеціалісти, менеджери — 11,2 %, роздрібна торгівля — 11,0 %.